# 拖船镇
拖船镇，是中华人民共和国江西省宜春市丰城市下辖的一个乡镇级行政单位。

## 行政区划
拖船镇下辖以下地区：
拖船社区、蛟湄社区、丽城村、郭厚村、西塘村、塘圩村、共青村、泊濂村、荣湖村、埂山村、源汊村、后村、塘下村、宋坊村、城头村、张家村、拖船村、前埂村、高埂村、蛟湖村、源溪村和丰家村。

## 交通
- 沪昆铁路：拖船埠站